# Иноземцев, Александр Николаевич
Алекса́ндр Никола́евич Инозе́мцев (7 мая 1957 года — 12 марта 2014 года) — российский учёный-конструктор, заведующий кафедрой автоматизированных станочных систем, директор института непрерывного профессионального образования Тульского государственного университета, доктор технических наук, профессор.

## Биография
Александр Николаевич Иноземцев родился в г. Тула. В 1979 г. окончил с отличием механико-технологический факультет Тульского политехнического института. Получил распределение на кафедру металлорежущих станков этого вуза.
В 1985 г. защитил диссертацию на соискание учёной степени кандидата технических наук, а в 1998 г. - докторскую диссертацию. В 1998 г. был избран заведующим кафедрой "Автоматизированные станочные системы".

## Научная деятельность
А.Н. Иноземцев является ведущим специалистом в области системотехники: создания и промышленного применения сложных технологических систем, исследования фундаментальных свойств конструкторско-технологической информации и закономерностей протекания информационных процессов в ходе производства машин.

## Труды
Автор более 250 научных трудов, 2 авторских свидетельств на изобретения и 3 патентов.

## Награды
- Премия Правительства Российской Федерации в области науки и техники за 2004г.[2],
- Премия Правительства Российской Федерации в области образования за 2002 г.[3],
- Премия имени С. И. Мосина,
- Премия имени Б.С. Стечкина.